# Addison Emery Verrill
Addison Emery Verrill (Greenwood, 9 febbraio 1839 – Santa Barbara, 10 dicembre 1926) è stato uno zoologo statunitense.
A lui è intitolato un premio, l'Addison Emery Verrill Medal, istituito dal Yale's Peabody Museum nel 1959 e conferito per meriti nel campo delle scienze naturali.
Il figlio, Hyatt (1871-1954), fu archeologo, esploratore, inventore, illustratore e scrittore.

## Biografia
Verrill nacque il 9 febbraio 1839 a Greenwood, nel Maine, Stati Uniti d'America, figlio di George Washington Verrill e Lucy (Hillborn) Verrill. Fin da ragazzo mostrò un precoce interesse per la storia naturale, costruendo collezioni di rocce e minerali, piante, conchiglie, insetti e altri animali. Quando si trasferì con la famiglia a Norway, all'età di quattordici anni frequentò la scuola secondaria presso il Norway Liberal Institute.
Iniziò il college nel 1859 all'Università Harvard, studiando sotto la guida di Louis Agassiz, laureandosi tre anni più tardi con un Bachelor of Arts. Partecipò a viaggi di raccolta scientifica con Alpheus Hyatt e Nathaniel Shaler nell'estate del 1860 a Trenton Point e all'isola di Mount Desert e nell'estate del 1861 in Canada, all'isola d'Anticosti e nel Labrador. Nel 1864 Verrill fece delle relazioni sulle proprietà minerarie, o sulle loro potenzialità, negli stati di New Hampshire, New York e Pennsylvania. Due anni dopo aver conseguito la laurea accettò un posto come primo professore di zoologia alla Sheffield Scientific School dell'Università Yale, ricoprendo l'incarico dal 1864 fino al suo pensionamento, nel 1907.

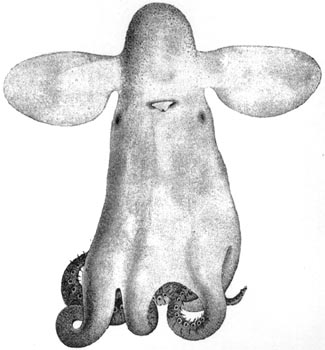
Grimpoteuthis megaptera, una specie di polpo in un disegno di Verrill.

Nel 1861, mentre era sotto la guida di Agassiz ad Harvard, fu inviato a Washington per ottenere esemplari dallo Smithsonian Institution promuovere relazioni e interessi amichevoli tra gli uomini di scienza di Washington e quelli del Museum of Comparative Zoology. Sotto la direzione di Spencer Fullerton Baird, Verrill trascorse quasi tre mesi a lavorare sulle collezioni di coralli dello Smithsonian. Il processo di revisione della collezione richiese l'identificazione di varie specie, la selezione di esemplari tipo e la creazione di una serie di duplicati da inviare a nord ad Harvard. Durante la permanenza a Washington fece conoscenza con molti scienziati e strinse con alcuni di loro un'amicizia che durò tutta la vita.
L'amicizia tra Verrill e Baird portò alla nomina di Verrill ad assistente del Commissioner of Fish and Fisheries nel 1871. In questo ruolo, che ricoprì fino al 1887, Verrill era responsabile delle indagini marine e di tutte le collezioni di invertebrati. Le centinaia di migliaia di esemplari raccolti tra il 1871 e il 1887 furono inviati a New Haven per essere ordinati, identificati, catalogati ed etichettati. Come parziale compenso per il suo lavoro, dopo che la prima serie di esemplari tipo fu inviata allo Smithsonian, gli fu permesso di tenere la prima serie di duplicati come proprietà personale. Al momento del pensionamento vendette questa collezione personale allo Yale Peabody Museum of Natural History, dove ora fanno parte della collezione di zoologia degli invertebrati.
Nel periodo tra il 1868 e il 1870 ricoprì l'incarico di professore di anatomia comparata ed entomologia all'Università del Wisconsin. Dal 1860 Verrill studiò gli invertebrati della costa atlantica, con particolare riferimento ai coralli, agli anellidi, agli echinodermi e ai molluschi, divenendo la principale autorità sui cefalopodi viventi, in particolare sul calamaro gigante (Architeuthis dux) dell'Atlantico settentrionale.
Il suo Report upon the Invertebrate Animals of Vineyard Sound del 1874, scritto in collaborazione con Sidney Irving Smith, del quale sposò la sorella, è un manuale standard della zoologia marina della Nuova Inghilterra meridionale.
In seguito esplorò con i suoi studenti la geologia e gli animali marini delle isole Bermuda. Oltre a numerose memorie e articoli sugli argomenti citati, pubblicò The Bermuda Islands (1903; 2nd edition, 1907).
Verrill pubblicò più di 350 articoli e monografie, descrivendo inoltre più di 1 000 specie di animali in quasi tutti i principali gruppi tassonomici. Fu membro della Connecticut Academy of Arts and Sciences.
Nel 1959, il Peabody Museum di Yale ha istituito la Medaglia Addison Emery Verrill, assegnata per i risultati ottenuti nelle scienze naturali. 
| Verrill, A. E. Verrill è l'abbreviazione standard utilizzata per le specie animali descritte da Addison Emery Verrill. Categoria:Taxa classificati da Addison Emery Verrill |